# Milosz Matuschek
Milosz Matuschek (* 1980 in Bytom, Polen) ist ein deutscher Journalist und Autor. Er war sechs Jahre lang freier Kolumnist der Neuen Zürcher Zeitung und von September 2019 bis Ende 2020 stellvertretender Chefredakteur des Magazins Schweizer Monat.

## Leben
Milosz Matuschek wuchs als Spätaussiedler in Deutschland auf. Er studierte Rechts- und Sozialwissenschaften in München, Paris und Regensburg. 2007 legte er die erste juristische Prüfung ab und erwarb die französischen Abschlüsse „Licence“ und „Maîtrise“ in Rechtswissenschaft an der Université Panthéon-Assas. Er war Studienstipendiat der Heinrich-Böll-Stiftung, später auch ihr Vertrauensdozent, legte das Mandat jedoch  nieder.
Von 2008 bis 2011 promovierte Matuschek im Strafrecht an der Universität Regensburg bei Tonio Walter, wobei er ein Stipendium der Fondation pour la Mémoire de la Shoah in Paris erhielt. Seine Dissertation unter dem Titel Erinnerungsstrafrecht: Eine Neubegründung des Verbots der Holocaustleugnung auf rechtsvergleichender und sozialphilosophischer Grundlage wurde später publiziert. Zur Forschung im Bereich ausländischen und internationalen Strafrechts war er in Freiburg im Breisgau, Krakau, Paris und Berlin tätig.
Von 2010 bis 2012 war er Rechtsreferendar am Kammergericht Berlin, wo er sein zweites juristisches Staatsexamen ablegte. Daraufhin lehrte er als DAAD-Fachlektor über fünf Jahre u. a. Deutsches Recht und Rechtsvergleichung an der Université Panthéon-Sorbonne (Paris 1).
Als freier Journalist schrieb er unter anderem für Die Tageszeitung, die Jüdische Allgemeine, die Süddeutsche Zeitung, Die Welt und den Cicero. Unter dem Alias „Dr. Strangelove“ betrieb er von 2014 bis 2016 einen Blog über moderne Liebe für die Neue Zürcher Zeitung.
Von 2014 bis Anfang September 2020 war Matuschek Kolumnist und regelmäßiger Autor der Neuen Zürcher Zeitung. Er bemühte sich publizistisch und darüber hinaus aktiv um die Freilassung des Wikileaks-Gründers Julian Assange. In seiner NZZ-Kolumne vom Juli 2019 fragte er diesbezüglich, ob es die westliche Wertegemeinschaft noch gebe. Das gleiche Thema griff er im Januar 2021 in der Weltwoche und der Berliner Zeitung nochmals auf.
Im September 2020 initiierte er gemeinsam mit dem Publizisten Gunnar Kaiser (1976–2023) den Appell für freie Debattenräume, der sich gegen die sogenannte Cancel Culture und für freie Debattenräume einsetzt. In seinem Blog Freischwebende Intelligenz dokumentiert er Themen und Entwicklungen rund um diesen Aufruf. 2021 trat er als Autor im neu ausgerichteten Nebelspalter in Erscheinung. Das Engagement endete im April 2022. Wenig später wurde bekannt, dass Matuschek als Kolumnist zur Weltwoche wechselt.
Matuschek wirkte Ende September 2021 bei der Aktion „#allesaufdentisch“ mit. Er ist Co-Produzent des im Jahr 2022 erschienenen Dokumentarfilms „Pandamned: Die Welt im Bann einer Pandemie“ des niederländischen Dokumentarfilmers Marijn Poels und wirkte auch selbst im Film mit. Ein Faktencheck des Bayerischer Rundfunks kommt zum Fazit, dass der Film Aussagen von Corona-Verharmlosern, „Querdenkern“ und bekannten Verschwörungstheoretikern aus Deutschland und weiteren Ländern sammle. Der Film wiederhole bereits bekannte antisemitische Mythen und nicht belegbare, unbegründete oder bereits widerlegte Falschaussagen.

## Kontroverse
Am 1. September 2020 veröffentlichte die NZZ seine Kolumne mit dem Titel Kollabierte Kommunikation: Was wenn am Ende «die Covidioten» Recht haben? Der Text gehörte zu den auf Facebook und Twitter meistgeteilten Meinungsartikeln des Jahres im deutschsprachigen Raum. Als der Text mit Erlaubnis von Matuschek als Zweitverwertung auf dem Portal KenFM von Ken Jebsen als Podcast in mehreren Sprachen veröffentlicht wurde, verlangte die NZZ von KenFM die Löschung, drohte juristische Schritte an und berief sich auf ihr Urheberrecht, wogegen Matuschek auf seine Urheberrechte beharrte. In der Folge löschte KenFM die Kolumne und ihre Übersetzungen in mehreren Sprachen. Unmittelbar danach beendete die NZZ die Zusammenarbeit mit Matuschek aufgrund von „unterschiedlichen Vorstellungen zu deren Weiterverbreitung auf anderen Plattformen“.
Der Sozialwissenschaftler Marko Ković, Mitbegründer und ehemaliger Präsident der Skeptiker Schweiz, nannte die Kolumne „recht hanebüchene Corona-Beschwichtigung“, ihre Argumente „wenig fundierte Behauptungen (aus) den Anfängen der Pandemie“ und KenFM ein „Verschwörungs- und Desinformationsportal“.

## Publikationen
- Erinnerungsstrafrecht: Eine Neubegründung des Verbots der Holocaustleugnung auf rechtsvergleichender und sozialphilosophischer Grundlage. Duncker & Humblot 2012. ISBN 978-3-428-13733-6
- Mann mit Grill sucht Frau mit Kohle. Ein Selbstversuch in 100 Kontaktanzeigen (mit Alexandra Kilian). Piper Verlag 2012. ISBN 978-3-492-27427-2
- Das romantische Manifest: Schluss mit der Suche nach der perfekten Liebe. Ch. Links Verlag 2014. ISBN 978-3-86153-762-5
- Mannko. Liebeserklärung an ein Mängelwesen. Kösel-Verlag 2015. ISBN 978-3-466-37141-9
- Kryptopia (mit Philipp Mattheis). Nicolai Publishing & Intelligence 2018. ISBN 978-3-96476-019-7
- Generation Chillstand: Aufruf zum Aufbruch in ein selbstbestimmtes Leben. dtv 2018. ISBN 978-3-423-26186-9
- Wenn’s keiner sagt, sag ich’s: Verengte Räume – Absurde Zeiten. Fifty-Fifty 2022.  ISBN 978-3-946778-36-3
- Stromaufwärts zur Quelle. Freischwebende Gedanken zur Dauerkrisenzeit. BoD 2023. ISBN 978-3-7583-1636-4